# Roewe RX8
Roewe RX8 – samochód osobowy typu SUV klasy wyższej produkowany pod chińską marką Roewe w latach 2018–2023 na rynku chińskim i od 2018 roku na rynkach eksportowych.

## Historia i opis modelu

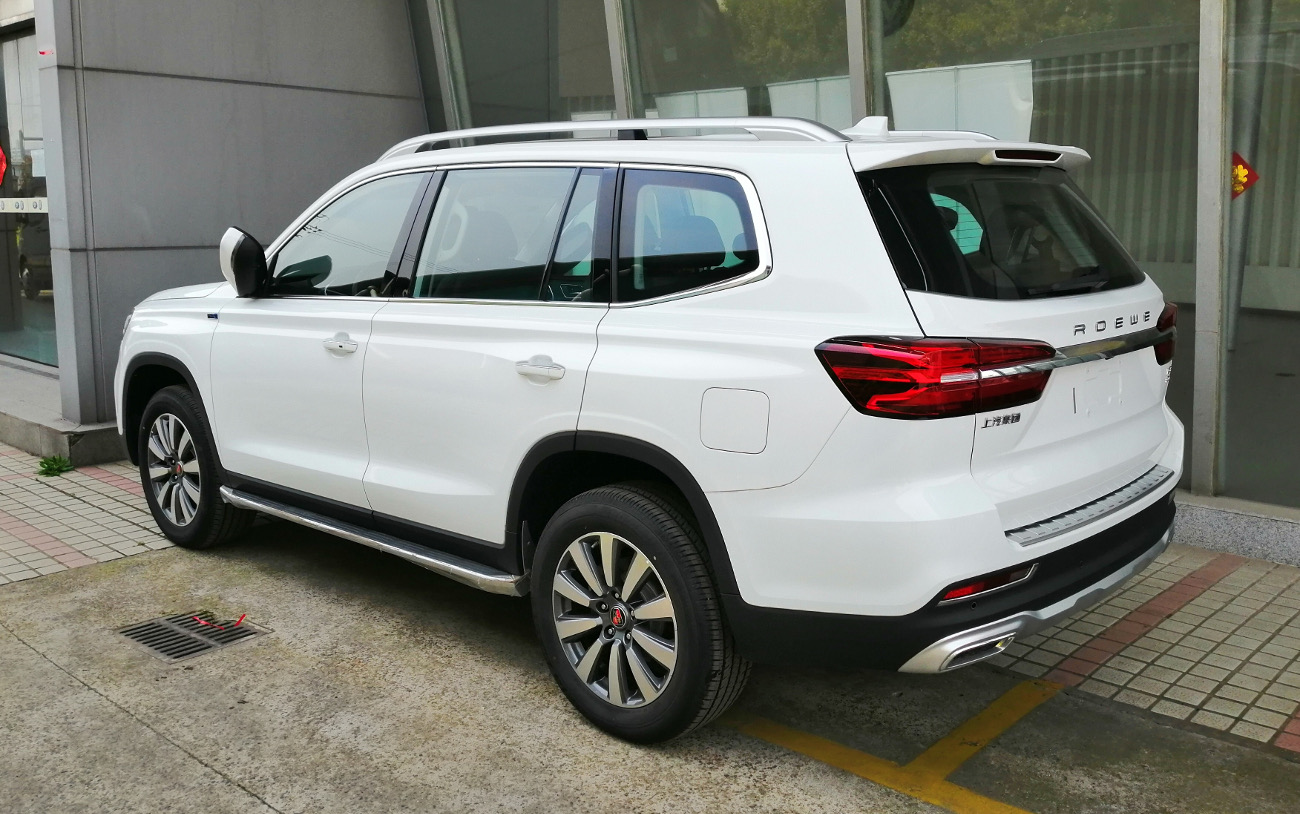
Roewe RX8 - tył

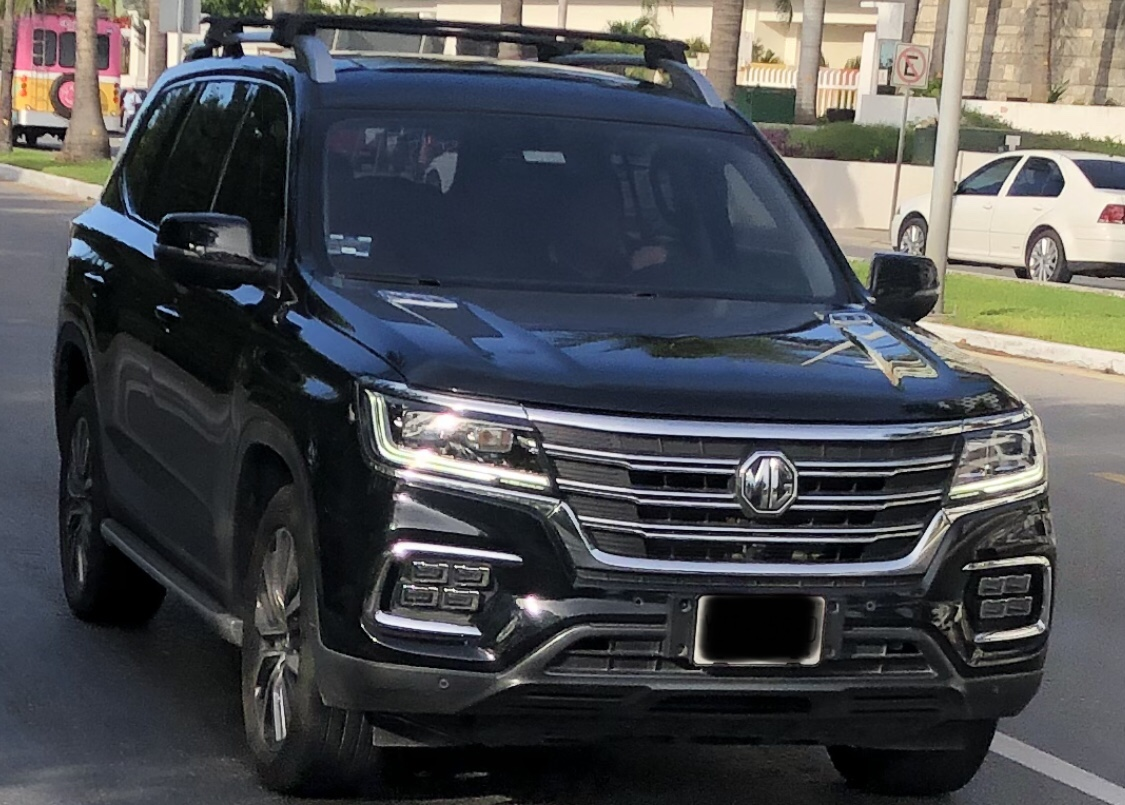
meksykańskie MG RX8

Roewe RX8 zadebiutował w styczniu 2018 roku jako luksusowy SUV będący największym tego typu pojazdem w ofercie chińskiego producenta. Powstał on jako bliźniacza konstrukcja wobec bratniego modelu koncernu SAIC, Maxusa D90, zyskując w stosunku do niego nieznacznie skrócony rozstaw osi i płytę podłogową.
Pod kątem wizualnym, Roewe RX8 zyskał masywną chromowaną atrapę chłodnicy, a także umieszczone w dolnej krawędzi zderzaka poczwórne soczewki diod LED do jazdy dziennej. W kabinie pasażerskiej wygospodarowano 7 miejsc dla pasażerów w trzech rzędach siedzeń.  
Kabina pasażerska utrzymana została w luksusowej estetyce, z zastosowaną mieszanką drewna, skóry i aluminium. W konsoli centralnej umieszczono dotykowy wyświetlacz systemu multimedialnego.
Gamę jednostek napędowych utworzył jeden, czterocylindrowy silnik benzynowy o pojemności 2 litrów, wraz z turbodoładowaniem rozwijając moc 224 KM i 360 Nm maksymalnego momentu obrotowego.

### Sprzedaż
Roewe RX8 w pierwszej kolejności trafił do sprzedaży na wewnętrznym rynku chińskim, gdzie pierwsze egzemplarze rozpoczęto dostarczać do nabywców w marcu 2018 roku jako jeden z topowych modeli w ofercie. Jesienią 2018 roku koncern SAIC rozpoczął eksport RX8 pod marką MG jako MG RX8 także do państw regionu Bliskiego Wschodu i do Meksyku.

### Silnik
- R4 2.0l Turbo